# Réserve naturelle régionale de Tagolsheim Semberg
La  Réserve naturelle régionale de Tagolsheim « Semberg »   (RNR 47, Im'Berg) est une des treize réserves naturelles régionales (RNR) d’Alsace. Créée le 29 août 1988, elle couvre une superficie très restreinte de 1,7 hectare. Elle est gérée par le Conservatoire des Sites Alsaciens.

## Localisation
Elle se situe dans la commune de Tagolsheim (Haut-Rhin), en Alsace.

## Administration
Elle est gérée par le Conservatoire des Sites Alsaciens, dont le siège est à l'écomusée d'Ungersheim.

## Historique
Elle a été créée par arrêté le 29 aout 1988.